# Smålandslagen
Smålandslagen, egentligen Tiohäradslagen, var den lag som användes i tre landen Värend, Finnveden och Njudung under medeltiden tills den ersattes av landslagen. Endast två exemplar av dess kyrkobalk finns idag bevarade.

## Historia
Tiohärads lagsaga har förmodligen bildats under 1100-talet genom att de små landen Njudung och Finnveden anslutit sig juridiskt till Värend, med gemensam lagman och gemensamt landsting i Växjö. De små land närmast Östergötland räknades till Östergötlands lagsaga och följde Östgötalagen och dess lagmän. 
Värends gamla lagar (leges antiquaæ) och gemensamma landsting (commune terræ placitum) omtalas redan i den år 1206 nedtecknade S:t Sigfrid legenden. Värend var kärnan i Tiohärads lagsaga och de nu bevarade lagfragmenten har förmodligen utgjort Värends gamla lag. Från år 1290 finns ett dokument där lagsagans lag åberopars; leges legiferatus wärendie, in Decem proviincijs. I kung Magnus Erikssons Skara stadga från 1335 nämns området som Wärinsko Laghsaghu. I Magnus Nilssons inventarium av kung Magnus Erikssons skattkammare från år 1340 nämns en handskrift legisterium smalenzt. I ett bytesbrev från 1344 omtalas legum Tiehærzlag och år 1347 talas det om iure et iuribus legibus smalandorum. Första gången man vet en dom efter landslagen i Tiohärad är en räfstetingsdom från år 1402. 
På 1630-talet nämner Johannes Bureus att ett exemplar av lagen fanns i Andreas Swarts ägo i Norrköping.

## Kyrkobalken
De två bevarade kyrkobalkarna är båda infogade i handskrifter av Magnus Erikssons landslag från 1300-talet. Anledningen till detta förfarande var att den nya rikstäckande landslagen saknade kyrkobalk. Förmodligen har man bara rivit loss balken från den gamla landskapslagen och bundit in den i den nya landslagen.
Textens indelning i flockar och paragrafer som förekommer i de senare tryckta editionerna och översättningarna är inte ursprungliga i någon av kyrkobalkarna.
Kyrkobalkens ursprung dateras till 1200-talets slut eller 1300-talets början. Innehållsmässigt bygger den på material hämtat från Östgötalagens och Upplandslagens kyrkobalkar. Det anses att lånen har skett från dess tidigare kyrkobalkar, än de redaktioner som nu är bevarade från slutet av 1200-talet.
En av handskrifterna har länge tillhört samlingen på Skoklosters slott men finns nu på Riksarkivet. Den består av 6 blad och dateras till 1300-talets senare del. Fortsättningen av boken består av själva landslagen som är skriven av en annan hand. Av skicket att döma har de sammanfogats i ett senare skede, då landslagen är betydligt mer nött. Kyrkobalken har en rubrik överst på första sidan, Thetta Synes wara Wæxiö Kyrckelagh, som tycks härstamma från 1600-talet. Det andra exemplaret finns i en landslag som förvaras i Arnamagneanska samlingarna i Köpenhamn. Kyrkobalken är här infogad efter Magnus Erikssons landslag. De har olika författare men dateras båda till 1300-talets mitt. Tyvärr är inte texten helt komplett men istället är den försedd med anteckningar och tillägg. Den inleds med rubriken Häär byrias kirkiu balker. Ytterligare en tredje textversion är känd och endast bevarad genom avskrift. Denna trycktes av Magnus von Celse som Fragmentum Legis Smolandicæ i Acta litteraria et scientiarum Sueciæ år 1738.

## Tiohärads medeltida lagmän
| Namn                    | Period    | Källa          |
| ----------------------- | --------- | -------------- |
| Nils                    | 1172–1195 | [ 6 ]          |
| Ulf                     | 1200      | [ 7 ]          |
| Karl Ingeborgasson      | 1266–1273 | [ 8 ]          |
| Folke Karlsson          | 1273–1285 | [ 9 ]          |
| Nils Sigridsson         | 1286–1299 | [ 10 ]         |
| Magnus Karlsson         | 1304–1307 | [ 11 ]         |
| Ture Kettilsson         | 1313–1315 | [ 12 ]         |
| Tyko Jonsson            | 1319–1321 | [ 13 ]         |
| Sune Jonsson            | 1337      | [ 14 ]         |
| Gustav Nilsson          | 1341–1342 | [ 15 ]         |
| Ulf Abjörnsson          | 1340–1347 | [ 16 ]         |
| Magnus Karlsson         | 1350      | [ 17 ]         |
| Nils Turesson           | 1351–1354 | [ 18 ]         |
| Birger Ulfsson          | 1381–1382 | [ 19 ]         |
| Arvid Bengtsson         | 1381      | [ 20 ]         |
| Karl Magnusson          | 1402–1426 | [ 21 ]         |
| Arvid Svan              | 1427–1451 | [ 22 ]         |
| Gustav Larsson          | 1460      | [ 23 ]         |
| Erik Eriksson           | 1456–1475 | [ 24 ]         |
| Arvid Knutsson          | 1475–1497 | [ 25 ]         |
| Arvid Birgersson Trolle | 1499      | [källa behövs] |
| Benkt Abjörnsson        | 1512      | [ 26 ]         |